# Voormalige kapel van de Zwarte Penitenten

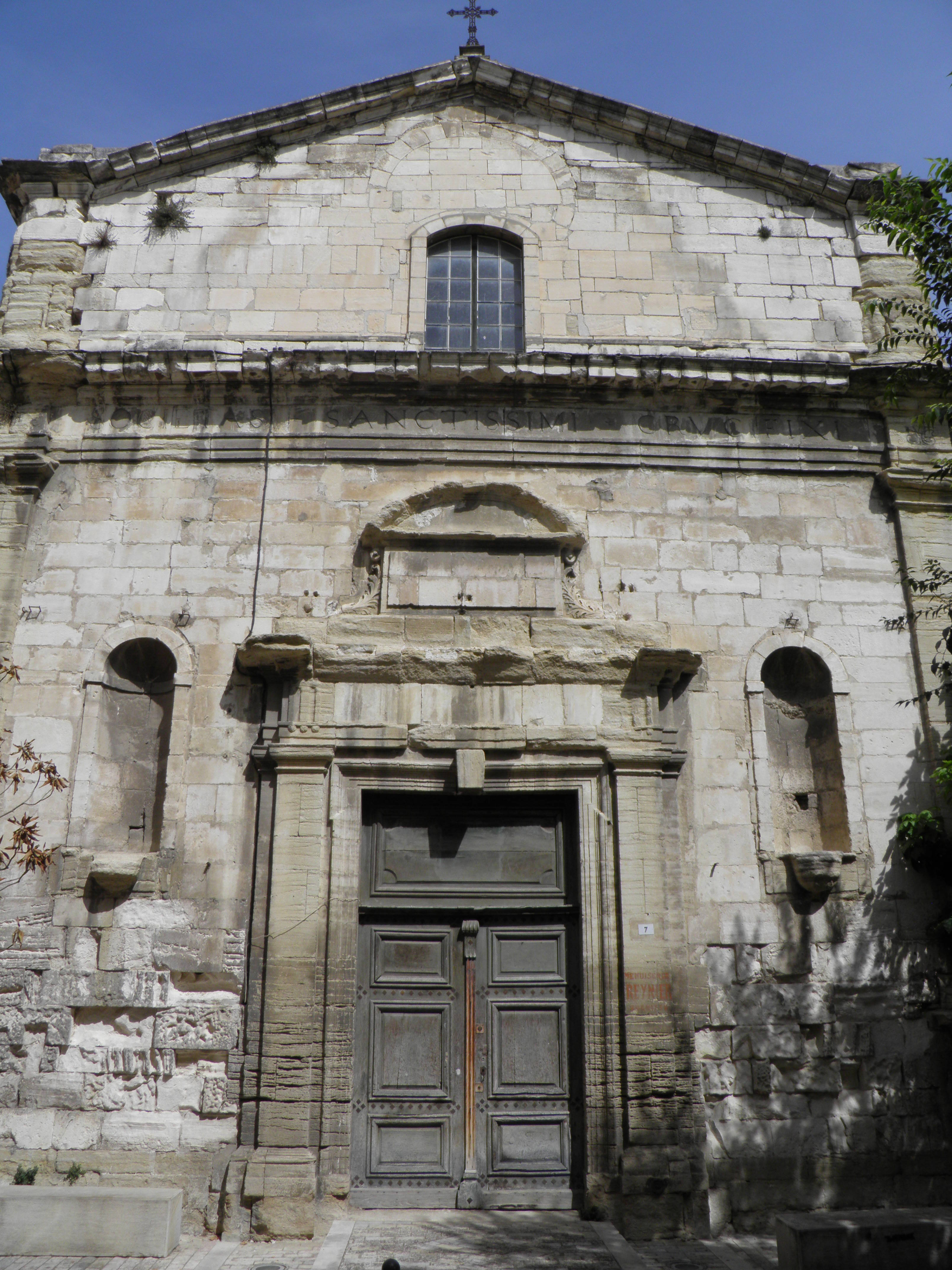
Voormalige kapel der Zwarte Penitenten in Carpentras

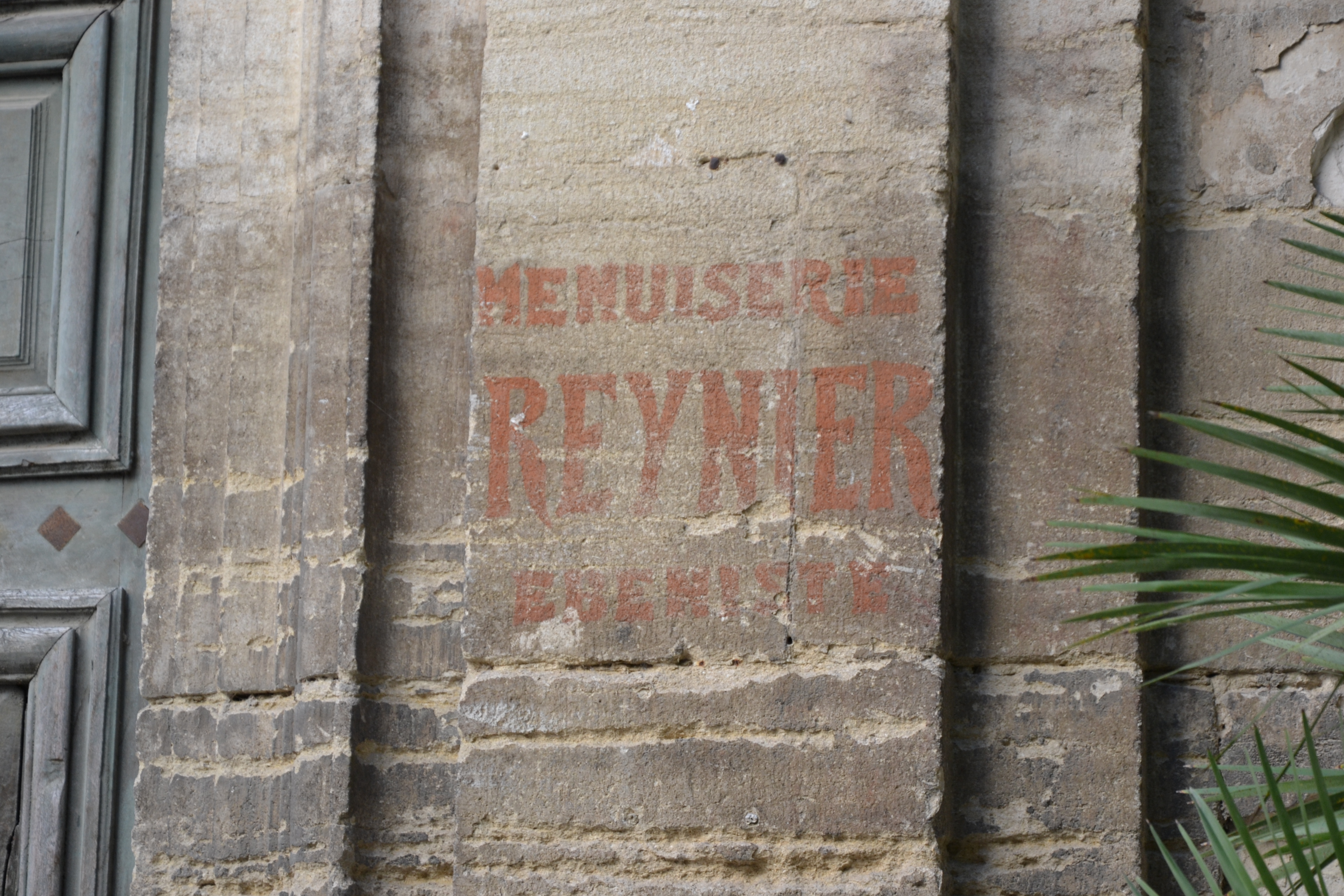
Oude aanduiding van een schrijnwerkerij

De voormalige kapel van de Zwarte Penitenten (1741) bevindt zich in het centrum van Carpentras, departement Vaucluse in Zuid-Frankrijk. Deze kapel wordt ook genoemd Chapelle du Très-Saint-Crucifix omwille van de Kruisverering die er plaats vond.

## Historiek
De Zwarte Penitenten waren een rooms-katholieke confrerie. In de 18e eeuw spraken ze Armand d’Allemand aan, een architect uit Carpentras zelf. Deze architect tekende ook de plannen voor het aquaduct van Carpentras. Drie jaar werd er gebouwd aan de kapel (1738-1741).
In de loop van de 20e eeuw was er tijdelijk een schrijnwerkerij gehuisvest; nadien kocht de stad Carpentras het pand. 
Omwille van de typische 18e-eeuwse religieuze bouwstijl erkende het ministerie van Cultuur het pand, namelijk zowel de eenbeukige kapel als de sacristie, als een monument historique van Frankrijk (1997).